# الألفاظ المختلفة في المعاني المؤتلفة
الألفاظ المختلفة في المعاني المؤتلفة
- المؤلف : محمد بن عبد الملك بن مالك الطائي الجياني أبو عبد الله
- الناشر : دار الجيل - بيروت
- الطبعة الأولى ، 1411
- تحقيق : د. محمد حسن عواد
- عدد الأجزاء : 1[1]